# Kiezelsteen

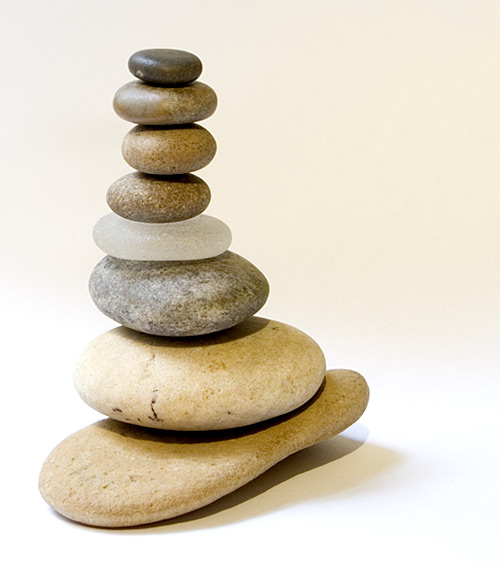
Een stapel kiezels

Kiezelstenen of kiezels zijn afgeronde, gladde klasten (keien, stenen of grind, naargelang de korrelgrootte). Ze worden gevormd door slijting en schuring tegen elkaar onder invloed van water of wind. Vandaar dat men ook spreekt van rolstenen. Uit hun aanwezigheid op Mars kon worden afgeleid dat er ooit water heeft gestroomd: sommige exemplaren waren te zwaar om door wind te zijn meegevoerd.
Kiezelstenen krijgen hun vorm door te worden meegevoerd in een rivier of onder inwerking van zeegolven en -getijden. In zogenaamde reuzen- of duivelsketels worden bijzonder sferische exemplaren gevormd.
Ze worden vaak als zodanig gebruikt in kunstwerken of als bouwmateriaal.

## Afbeeldingen

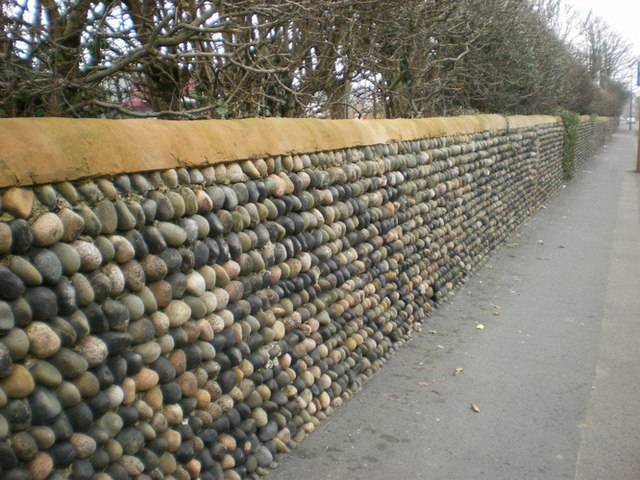
Kiezelmuur in Lytham St Annes
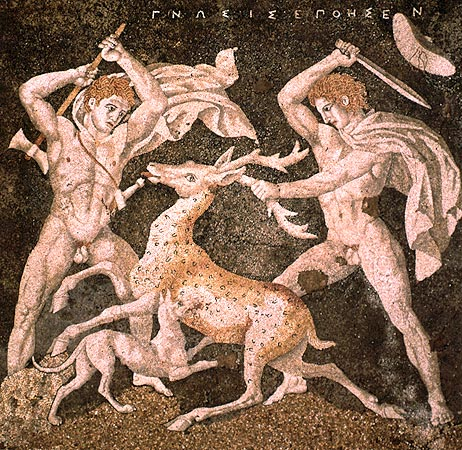
Mozaïek uit kiezelstenen, Pella
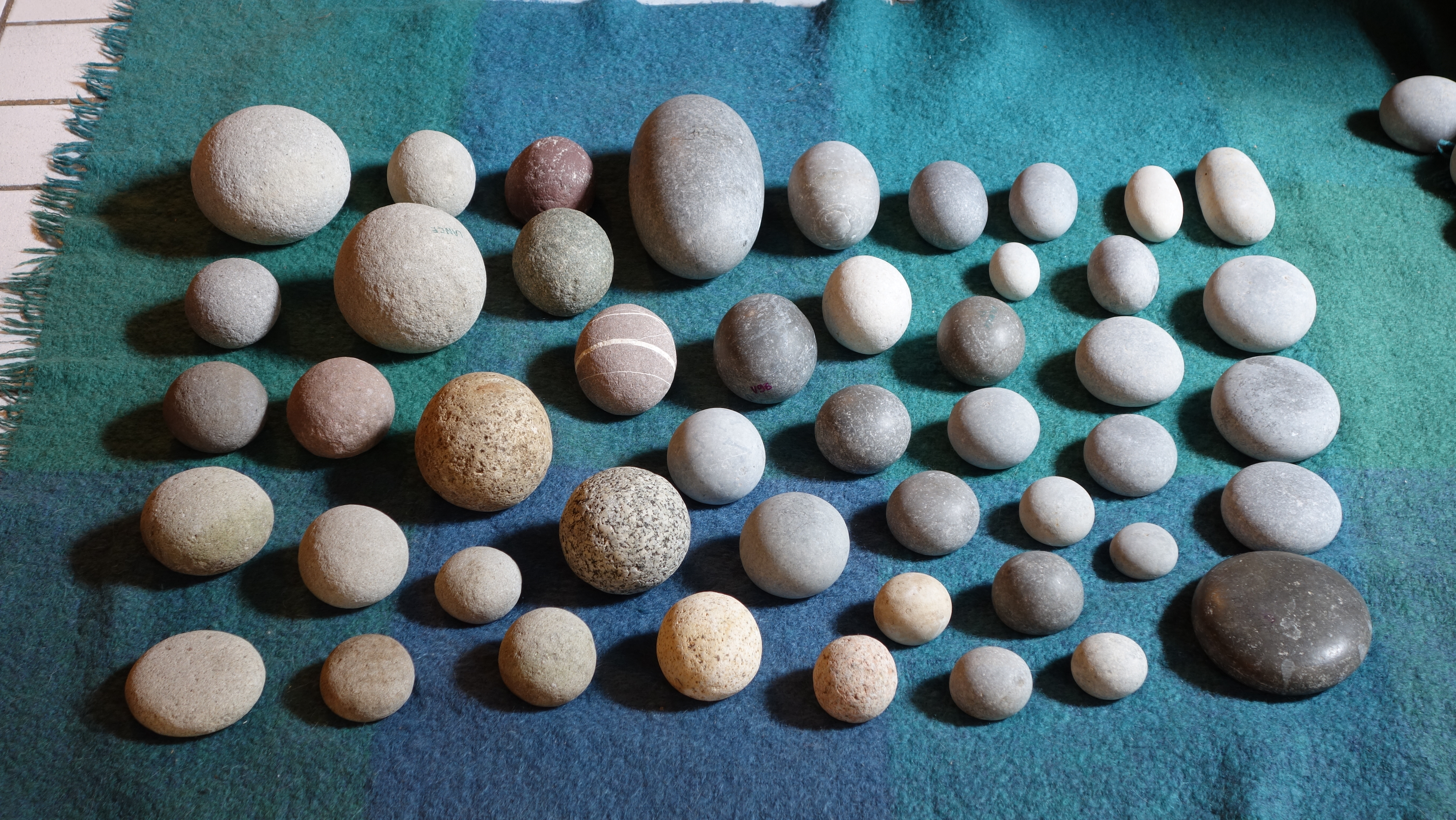
Kiezelstenen uit Franse Marmites du diable
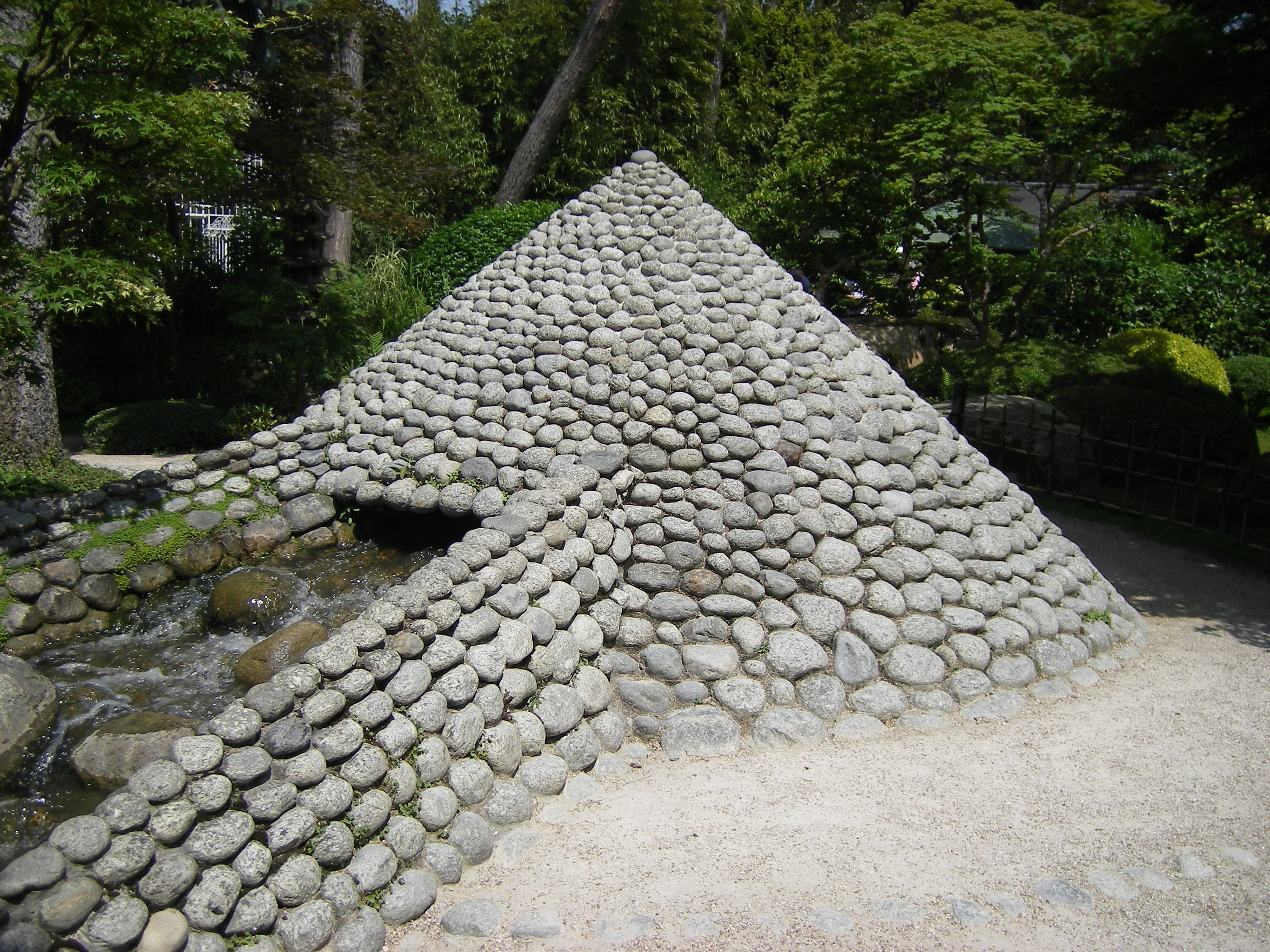
Kiezelpiramide in Boulogne-Billancourt
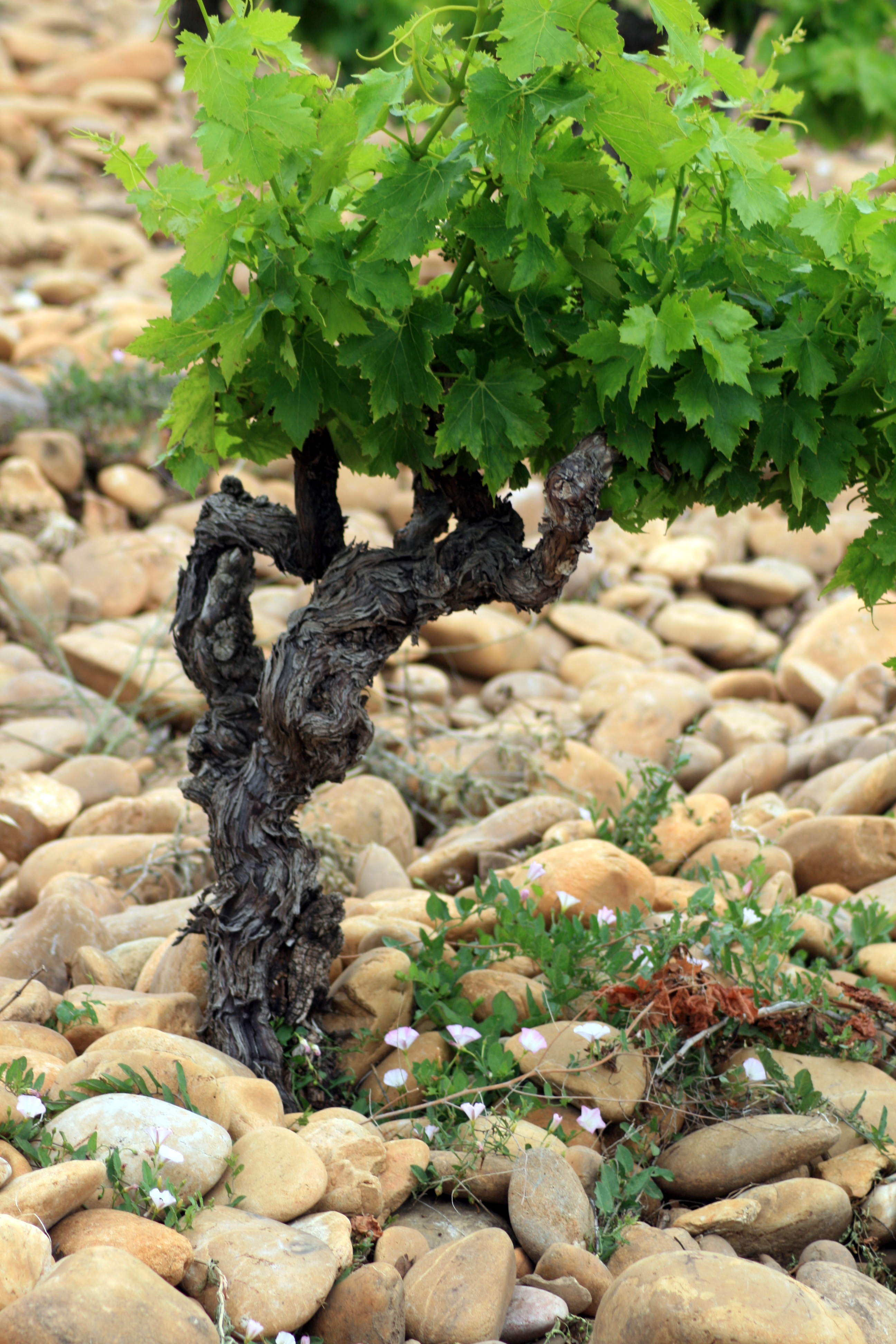
Kiezelstenen als bodembedekker
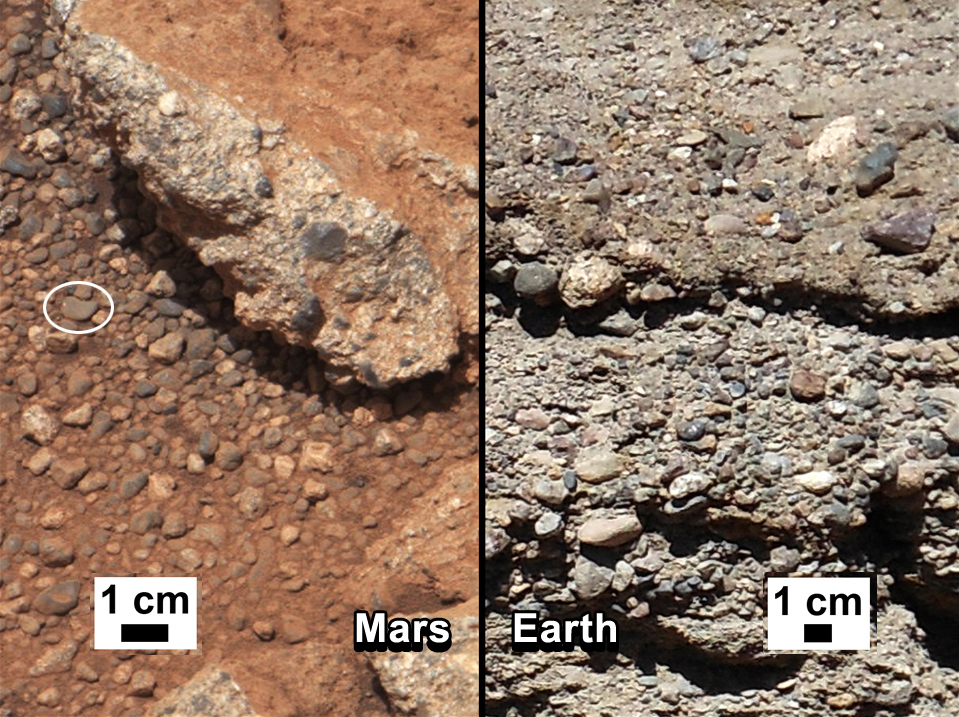
Kiezels gefotografeerd door Curiosity Rover
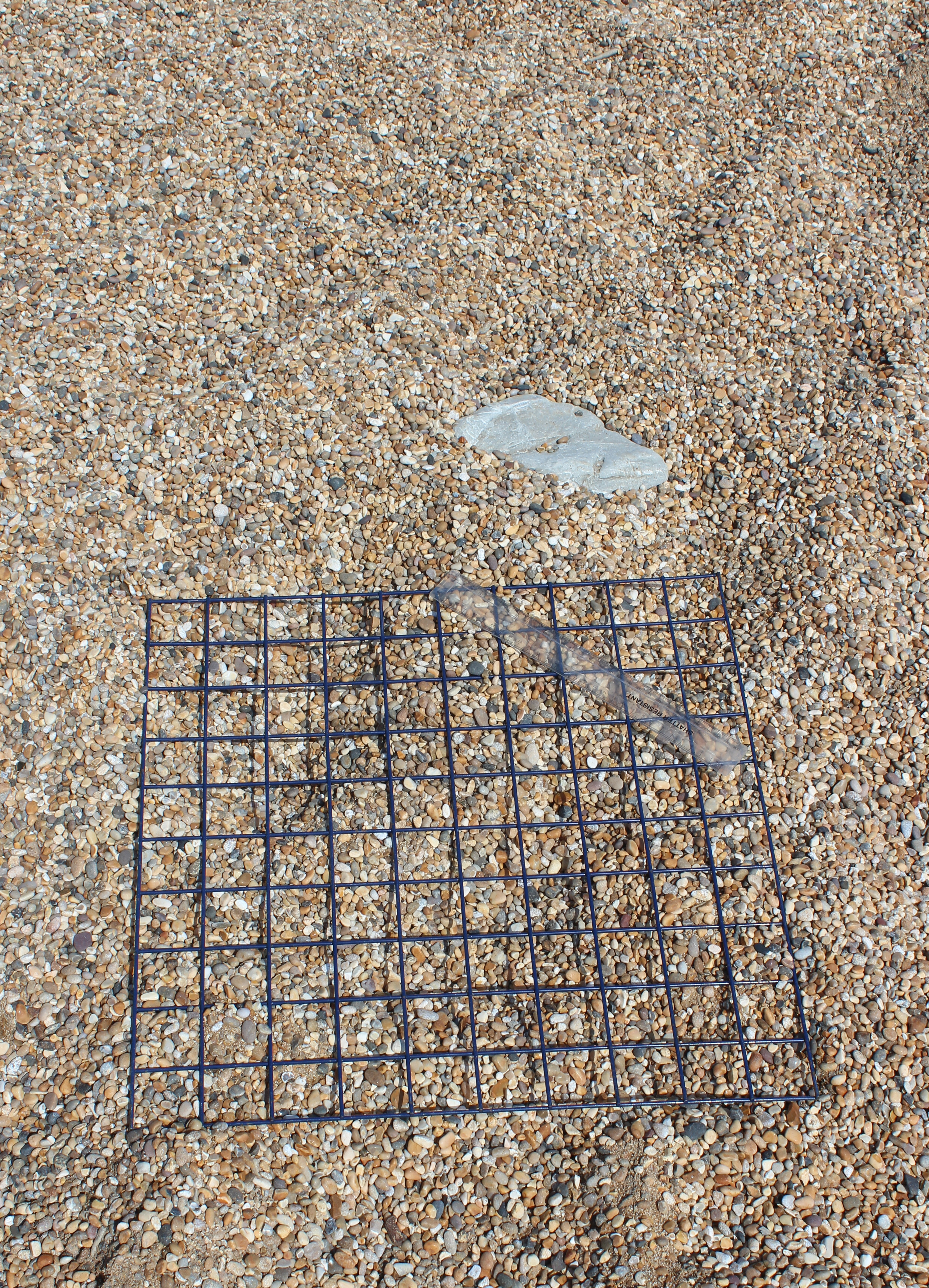
Het meten van kiezelsteengrootte op Chesil-strand Engeland